# Robin Fusée
Pour les articles homonymes, voir Robin et Fusée.
Robin Fusée (Rocket Robin Hood) est une série télévisée d'animation canadienne en 52 épisodes de 22 minutes, diffusée entre le 9 octobre 1966 et 1969 sur le réseau CBC.
La série a été doublée au Québec et diffusée à partir du 20 septembre 1967 à la Télévision de Radio-Canada, puis rediffusée à partir du 5 septembre 1973 à Télé-Métropole, et à partir du 17 mars 1986 sur TVJQ.

## Synopsis
Au XXXe siècle, l'astéroïde de Sherwood sert de cachette à Robin Fusée et à ses joyeux compagnons.

## Épisodes

### Saison 1
- Titre français inconnu (Pilot)
- Le Prince des conspirateurs (Prince of Plotters)
- Piège spatial (The Time Machine)
- Robin contre le chevalier robot (Robin versus the Robot Knight)
- Les Joyaux de la couronne (The Mystery of the Crown Jewels)
- Le Généralissime saturnien (The Warlord of Saturn)
- Safari (Safari)
- Titre français inconnu (Wily Giles)
- Le Retour de Jesse James (Jesse James Jesse James Rides Again)
- Giles le grand (Giles the Great)
- La Ville sous-marine (City Beneath the Seas)
- Le Sieur McPherson (Don Cayote McPherson)
- Michael Shawn le farfadet (Michael Shawn the Leprechaun)
- Petit, Petit Jean (Little Little John)
- L'Aventure de Marmaduke (The Marmaduke Caper)
- Suivez le guide (Follow the Leader)
- Petit Jean rencontre Cléopâtre (Cleopatra Meets Little John)
- Le P'tit Georges (Little George)
- Le Médaillon magique (The Magic Medallion of Morse)
- Une trève précaire (The Awful Truce)
- Le Triste shérif de N.O.T.T. (The Sad, Sad, Sheriff of N.O.T.T.)
- Ne faites pas de bruit (Don't Make a Sound)
- Goritang (Goritang)
- Un vendeur en orbite (The Orbital Salesman)
- Le Magicien Merlin (Marlin, the Magician)

### Saison 2
- Le Docteur Mortula (Dr Mortula)
- Titre français inconnu (The Space Wolf)
- Dr Aimant (Dr Magnet)
- La Menace (The Manta Menace)
- M. Ulysse Junior (Young Mr. Ulysses)
- Le Joyau incroyable de Cosmo Kahn (The Incredible Gem of Cosmo Khan)
- Qui tuera Robin? (Who'll Kill Rocket Robin?)
- Génie en bouteille (Genius in a Bottle)
- Les Trois royaumes de Caldomar (The Tree Kingdom of Caldomar)
- Queue de la comète (Catch a Comet By the Tail)
- Jimmy l'empereur (The Emperor Jimmy)
- Romarama ou la planète éternelle (The Eternal Planet of Romarama)

### Saison 3
- La Galaxie noire (The Dark Galaxy)
- Le Géant spatial (Space Giant)
- L'Astéroïde hanté (The Haunted Asteroid)
- On projette de détruire N.O.T.T. (The Plot to Destroy N.O.T.T.)
- Le Sphinx solaire (The Solar Sphinx)
- Le Maître de la pègre (Lord of the Underworld)
- Le Bateau fantôme (The Ghost Pirates)
- Dimension démentielle (Dementia Five)
- Le Maître des ombres (Lord of the Shadows)
- La Planète vivante (The Living Planet)
- Le Docteur Manta réapparaît (From Menace to Menace)
- La Planète des rêves (Planet of Dreams)
- Les Esclaves de Médulla (Slaves of Medulla)
- Mâchoires de fer (Jaws of Steel)
- Les Créateurs d'orages (The Storm Makers)
- Voyage de retour (Return Trip)

## Commentaires
Cette série a été très populaire au Canada anglais. La série est disponible en DVD dans deux coffrets en français et en anglais parus respectivement en 2009 et 2010.
Les épisodes Pilot, Wily Giles et Space Wolf sont absents du coffret français. Une erreur s'est glissée dans le deuxième boîtier du premier coffret : bien que le contenu du disque soit en français, l'étiquette du boîtier est en anglais et correspond au coffret anglais. Les titres des épisodes indiqués en anglais ne correspondent pas entièrement au contenu du disque de la version française. L'épisode Safari est absent du coffret anglais.
Seule la première partie de l'épisode pilote est disponible et uniquement en anglais. Les costumes et vaisseaux spatiaux de Robin Fusée et de ses compagnons dans l'épisode-pilote sont très différents de ceux des autres épisodes de la série.

## Distribution
- Bernard Cowan (VQ : Henri Bergeron et Jacques Houde) : narrateur
- Ed McNamara (VQ : Jean-Paul Dugas et à déterminer) : Rocket Robin Hood (Robin Fusée)
- Chris Wiggins (VQ : Mario Verdon et à déterminer) : Will Scarlett
- Paul Kligman (VQ : Marcel Cabay) : Friar Tuck (Frère Tuck)
- Gillie Fenwick (VQ : Ulric Guttinguer) : Sheriff of N.O.T.T (Shérif de N.O.T.T.)
- à déterminer (VQ : Guy Hoffmann, Gilbert Chénier, Pierre Dufresne et Jacques Godin) : Little John (Petit Jean)
- à déterminer (VQ : François Cartier) : Alan-a-Dale (Alandale)
- à déterminer (VQ : Lionel Villeneuve) : Prince John (Prince Jean)

 Source et légende : version québécoise (VQ) sur Doublage.qc.ca